# Picuí (ort)
Picuí är en ort i Brasilien.   Den ligger i kommunen Picuí och delstaten Paraíba, i den östra delen av landet, 1 600 km nordost om huvudstaden Brasília. Picuí ligger 445 meter över havet och antalet invånare är 10 779.
Terrängen runt Picuí är huvudsakligen platt, men norrut är den kuperad. Picuí ligger nere i en dal. Picuí är det största samhället i trakten.
Omgivningarna runt Picuí är huvudsakligen savann. Runt Picuí är det ganska glesbefolkat, med 42 invånare per kvadratkilometer.